# Ernesto Gómez Cruz
Ernesto Gómez Cruz   (Veracruz, 7 de novembre de 1933 - Ciutat de Mèxic, 6 d'abril de 2024) va ser un actor mexicà. A penes jove i amb estudis primaris, es va traslladar a la Ciutat de Mèxic, on va estudiar, becat, a l'Institut Nacional de Belles Arts.

## Trajectòria
En els seus inicis, va començar com a fotògraf a Veracruz, on va conèixer a un amic que el va convidar a estudiar art dramàtic. En les seves anotacions esmenta que desitjava ser cantant, però la seva timidesa i falta de preparació li van bandejar a abandonar aquest camí.
La seva primera interpretació va ser en 1966, en la pel·lícula Los caifanes de Juan Ibáñez, on va actuar al costat dels llavors novells actors Julissa, el també cantant Oscar Chávez, Eduardo López Rojas, Enrique Álvarez Félix i Sergio Jiménez, aquests quatre últims van morir; la seva interpretació va ser premiada amb una Diosa de Plata.
Compte en el seu haver amb més de dues-centes pel·lícules. Ha treballat amb grans directors com Miguel Littin, Felipe Cazals, Arturo Ripstein i Luis Estrada; també ha laborat amb actors de la talla de Damián Alcázar, Ignacio López Tarso i Pedro Armendáriz Jr., entre d'altres. La seva llarga carrera artística li ha permès ser mereixedor i guardonat amb diferents reconeixements; un dels més recents va ser en 2014, en el lliurament 56è de l'Ariel, on li va ser lliurat l'Ariel d'Or. És el segon actor mexicà amb més premis i nominacions als Arieles, després de Damián Alcázar, que ocupa el primer lloc.

## Filmografia
| Títol                       | Any  | Director                                                                             | Paper                                               | Notes                                                                                            |
| --------------------------- | ---- | ------------------------------------------------------------------------------------ | --------------------------------------------------- | ------------------------------------------------------------------------------------------------ |
| Por amar sin ley            | 2018 | José Alberto Castro                                                                  | Plutarco                                            | Invitat                                                                                          |
| En tierras salvajes         | 2017 | Salvador Mejía                                                                       | Avi d'Itzel                                         | Invitat                                                                                          |
| Mi adorable maldición       | 2017 | Ignacio Sada Madero                                                                  | Pare Basilio                                        | Actuació especial                                                                                |
| La candidata                | 2016 | Giselle González Salgado                                                             | Lic. De La Garza                                    | Actuació especial                                                                                |
| Hasta que te conocí         | 2016 | Álvaro Curiel                                                                        | Maestro Juanito                                     | Sèrie biogràfica basada en la vida del cantant mexicà Juan Gabriel                               |
| Familia Gang                | 2015 | Armando Casas                                                                        | Alt funcionari                                      | Actuació especial                                                                                |
| La dictadura perfecta       | 2014 | Luis Estrada                                                                         | Senyor humil                                        | Actuació especial, escena eliminada                                                              |
| Jirón de niebla             | 2014 | Julio César Estrada                                                                  |                                                     |                                                                                                  |
| Flor de fango               | 2012 | Guillermo González                                                                   |                                                     |                                                                                                  |
| El lado oscuro de la noche  | 2012 | Julio César Estrada                                                                  |                                                     |                                                                                                  |
| El quinto mandamiento       | 2011 | Rafael Lara                                                                          | Sacerdot José                                       |                                                                                                  |
| Un mexicano más             | 2011 | René Cardona III                                                                     | Don Leodegario                                      |                                                                                                  |
| De la infancia              | 2010 | Carlos Herrera                                                                       |                                                     |                                                                                                  |
| El infierno                 | 2010 | Luis Estrada                                                                         | Don José Reyes / Don Francisco Reyes                |                                                                                                  |
| El guapo                    | 2007 | Marcel Sisniega                                                                      |                                                     |                                                                                                  |
| Bandidas                    | 2006 | Joachim Rønning, Espen Sandberg                                                      | Brujo                                               | Producción estadounidense con guion de Luc Besson, protagonizada por Salma Hayek i Penélope Cruz |
| El carnaval de Sodoma       | 2006 | Arturo Ripstein                                                                      |                                                     |                                                                                                  |
| Un mundo maravilloso        | 2006 | Luis Estrada                                                                         | Compadre Filemón                                    |                                                                                                  |
| Santos peregrinos           | 2004 | Juan Carlos Carrrasco                                                                | Don Emiliano                                        |                                                                                                  |
| El crimen del padre Amaro   | 2002 | Carlos Carrera                                                                       | Ariel a Millor Actor de Quadre en 2003              |                                                                                                  |
| La ley de Herodes           | 1999 | Luis Estrada                                                                         | Gobernador Sánchez                                  |                                                                                                  |
| El callejón de los milagros | 1994 | Jorge Fons                                                                           | Don Rutilio                                         | Nominat a l'Ariel com a Millor Actor el 1995                                                     |
| El vuelo del águila         | 1994 | Ernesto Alonso                                                                       | Benito Juárez                                       |                                                                                                  |
| Paty Chula                  | 1991 | Francisco Murguia                                                                    | Sr. Gutiérrez                                       |                                                                                                  |
| El extensionista            | 1991 | Rafael Pérez Gavilán                                                                 | Don Nazario                                         |                                                                                                  |
| La fuerza del amor          | 1990 | Gonzalo Martínez Ortega                                                              | Don Torino                                          | Actuació antagònica                                                                              |
| Sandino                     | 1990 | Miguel Littín                                                                        | Farabundo Martí                                     |                                                                                                  |
| Día de muertos              | 1988 | Luis Alcoriza                                                                        | El poeta                                            |                                                                                                  |
| Tal como somos              | 1987 | Juan Osorio                                                                          | Marcelo                                             |                                                                                                  |
| Mariana, Mariana            | 1987 | Alberto Isaac                                                                        | Jardiner                                            |                                                                                                  |
| Historias violentas         | 1984 | Víctor Saca, Carlos García Agraz, Daniel González Dueñas, Diego López, Gerardo Pardo |                                                     | Cinco cuentos, ell protagonitza la "última función"                                              |
| Las Lupitas                 | 1984 | Rafael Corkidi                                                                       |                                                     |                                                                                                  |
| Figuras de la Pasión        | 1983 | Rafael Corkidi                                                                       |                                                     |                                                                                                  |
| El imperio de la fortuna    | 1983 | Arturo Ripstein                                                                      | Dionisio Pinzón                                     |                                                                                                  |
| Retrato de una mujer casada | 1982 | Alberto Bojórquez                                                                    | Guillermo Rivas                                     |                                                                                                  |
| La víspera                  | 1979 | Alejandro Pelayo                                                                     |                                                     |                                                                                                  |
| Maten al león               | 1977 | José Estrada                                                                         | Salvador Pereira                                    |                                                                                                  |
| Actas de Marusia            | 1975 | Miguel Littín                                                                        | Crisculo "Medio Juan"                               | Premi Ariel en 1976 a Millor Co-actuació Masculina                                               |
| Canoa                       | 1975 | Felipe Cazals                                                                        | Lucas                                               |                                                                                                  |
| Cadena perpetua             | 1975 | Arturo Ripstein                                                                      |                                                     |                                                                                                  |
| Auandar Anapu               | 1974 | Rafael Corkidi                                                                       |                                                     |                                                                                                  |
| Tívoli                      | 1974 | Alberto Isaac                                                                        | Ingeniero Reginaldo                                 |                                                                                                  |
| Aquellos años               | 1973 | Felipe Cazals                                                                        |                                                     |                                                                                                  |
| Los cacos                   | 1972 |                                                                                      |                                                     |                                                                                                  |
| El águila descalza          | 1969 | Alfonso Arau                                                                         | Trabajador de factoría                              |                                                                                                  |
| Tacos al carbón             | 1971 | Alejandro Galindo                                                                    |                                                     | Estrenada el 8 de juny de 1972                                                                   |
| El carruaje                 | 1972 | Raúl Araiza                                                                          | Santos Degollado/Cabo Peña/Capitán Jiménez/Salvador |                                                                                                  |
| Siempre hay una primera vez | 1971 | José Estrada, Guillermo Murray, Mauricio Walerstein                                  | Hilario                                             | Episodio "Rosa", dirigido por José Estrada                                                       |
| El quelite                  | 1970 | Felipe Cazals                                                                        | Gavillero                                           |                                                                                                  |
| Emiliano Zapata             | 1970 | Felipe Cazals                                                                        |                                                     |                                                                                                  |
| La Constitución             | 1970 | Raúl Araiza                                                                          | Adalberto Arroyo                                    |                                                                                                  |
| Los caifanes                | 1967 | Juan Ibáñez                                                                          |                                                     | "El Azteca"                                                                                      |

## Premis i reconeixements
Premis Ariel
| Any  | Categoria                   | Pel·lícula                  | Resultat  |
| ---- | --------------------------- | --------------------------- | --------- |
| 2019 | Millor coactuació masculina | De la infancia              | Nominat   |
| 2014 | Ariel d'Or                  | '                           | Guanyador |
| 2011 | Millor coactuació masculina | El infierno                 | Nominat   |
| 2003 | Millor actor de repartiment | El crimen del padre Amaro   | Guanyador |
| 1995 | Millor actor                | El callejón de los milagros | Nominat   |
| 1987 | Millor actor                | El imperio de la fortuna    | Guanyador |
| 1983 | Millor actor                | La Víspera                  | Guanyador |
| 1979 | Millor coactuació masculina | Cadena Perpetua             | Guanyador |
| 1977 | Millor coactuació masculina | Maten al león               | Guanyador |
| 1976 | Millor coactuació masculina | Actas de Marucia            | Guanyador |
| 1975 | Millor coactuació masculina | La venida del Rey Olmos     | Guanyador |

- Conquilla de Plata al millor actor el 986 per El imperio de la fortuna.
- Premi TVyNovelas com s Millor primer actor en 1988 per Tal como somos.
- Revista Q Reconeixement de la Revista Q Qué...México per trajectòria[4]